# Penang Open
Die Penang Open sind ein hochrangiges internationales Badmintonturnier. Sie sind eine der ältesten internationalen Meisterschaften im asiatischen Raum. Verantwortlich für die Ausrichtung ist die Penang Badminton Association, welche bereits 1925 gegründet wurde. Bis in die 1960er Jahre hinein waren die Penang Open oft Treffpunkt der Weltspitze im Badminton. Mit der Eingliederung Penangs in den gesamt-malaysischen Badmintonverband verloren die Titelkämpfe an internationaler Bedeutung.

## Sieger
| Saison | Herreneinzel             | Dameneinzel         | Herrendoppel                 | Damendoppel                 | Mixed                      |
| ------ | ------------------------ | ------------------- | ---------------------------- | --------------------------- | -------------------------- |
| 1932   | Liew Ah Foo              |                     | Liew Ah Foo                  |                             |                            |
| 1934   | Tan Boon Piew            |                     | Tan Boon Piew                |                             |                            |
| 1935   | Tan Boon Piew            |                     | Tan Boon Piew                |                             |                            |
| 1936   | Tung Ghim Huat           |                     | Tung Ghim Huat               |                             |                            |
| 1937   | Tung Ghim Huat           |                     |                              |                             |                            |
| 1938   | Tan Kin Hong             | Cecilia Chan        | Ooi Teik Hock Tan Kin Hong   | nicht ausgetragen           | nicht ausgetragen          |
| 1959   | Teh Kew San              | Tan Gaik Bee        | Teh Kew San Johnny Heah      | Cecilia Samuel Tan Gaik Bee | Khoo Eng Huah Tan Gaik Bee |
| 1961   | Somsook Boonyasukhanonda | Ng Mei Ling         | Teh Kew San Johnny Heah      |                             | Bobby Chee Ng Mei Ling     |
| 1962   |                          | Ng Mei Ling         |                              |                             |                            |
| 1963   | Tan Aik Huang            |                     |                              |                             |                            |
| 1966   | Tan Aik Huang            | Minarni             | Teh Kew San Yew Cheng Hoe    | Minarni Retno Koestijah     | A. P. Unang Minarni        |
| 1979   | Hadiyanto                |                     |                              |                             |                            |
| 2008   | Roslin Hashim            | Julia Wong Pei Xian | Koo Kien Keat Tan Boon Heong | Fong Chew Yen Mooi Hing Yau | Koo Kien Keat Ng Hui Lin   |